# Visual novel
Visual novel (VN) (Nhật: ビジュアルノベル Hepburn: bijuaru noberu, trong tiếng Việt đôi khi gọi là "tiểu thuyết trực quan") là một loại tiểu thuyết tương tác với tính năng rõ rệt nhất là đồ họa tĩnh, thường sử dụng phong cách nghệ thuật của anime hoặc đôi khi là ảnh thật hay một số cảnh quay video. Như cái tên đã nói lên một phần, có thể hình dung loại tác phẩm này là tiểu thuyết hay hoạt cảnh vivant pha trộn. Visual novel cũng tương tự như một phiên bản số hóa của cuốn gamebook Choose Your Own Adventure.
Trong tiếng Nhật, thường có sự phân biệt giữa visual novel truyền thống (gọi tắt là NVL), trong đó bao gồm yếu tố kể là chủ yếu và rất ít sự tương tác, với adventure game (game phiêu lưu, gọi tắt là AVG hay ADV), trong đó có thể kết hợp các yếu tố giải quyết vấn đề và gameplay (lối chơi chủ động). Sự phân biệt này gần như bị xóa bỏ ở bên ngoài Nhật Bản, khi cả NVL và ADV thường được người hâm mộ quốc tế gọi là "visual novel". Visual novel và ADV đặc biệt phổ biến ở Nhật Bản, nơi chúng chiếm 70% lượng PC game sản xuất nội địa vào năm 2006.
Phần lớn visual novel rất hiếm khi được tái sản xuất sang các hệ máy cầm tay (console), nhưng các tác phẩm nổi tiếng đôi khi được chuyển sang chơi trên Saturn, Dreamcast, PlayStation hay Switch. Các visual novel nổi tiếng hơn cũng thường được chuyển thể thành light novel, manga hay anime. Thị trường của visual novel bên ngoài khu vực Đông Á là rất nhỏ, tuy nhiên có một số anime dựa theo visual novel trở nên rất nổi tiếng ở thế giới phương Tây.

## Cách chơi
Visual novel gần như tách biệt với các loại trò chơi máy tính khác chủ yếu vì sự tối thiểu hóa toàn bộ cách chơi của chúng. Thông thường thì phần lớn sự tương tác của người chơi là nhấp chuột để các văn bản, hình ảnh và âm thanh được tiến triển (các trò chơi gần đây nhất cung cấp thêm nút 'chơi' hay 'tiếp theo' mặc dù điều này thật sự không cần thiết).
Hầu hết visual novel có nhiều mạch truyện và kết thúc khác nhau; cách chơi để dẫn đến các trường hợp đó bao gồm các "điểm quyết định" với nhiều lựa chọn, đó là lúc mà người chơi có thể chọn hướng đi của cốt truyện theo ý muốn, và kết thúc cũng tùy vào sự lựa chọn đó. Cách chơi này thường được so sánh với một gamebook nổi tiếng ở phương Tây là Choose Your Own Adventure. Tuy nhiên gần như toàn bộ visual novel có một cốt truyện với trình độ cao hơn và các nhân vật có chiều sâu hơn là sê-ri sách tương tác dành cho trẻ em nói trên. Visual novel có thể được hiểu rõ ràng và ăn khớp hơn khi so sánh với tiểu thuyết tương tác. Trong khi việc sử dụng quá nhiều yếu tố kể thường bị chỉ trích trong các trò chơi video, nhiều người hâm mộ visual novel xem đó là trường hợp ngoại lệ chỉ dành riêng cho thể loại này và là một điểm mạnh của visual novel.
Một số visual novel không giới hạn tính năng của chúng như một tiểu thuyết tương tác, mà còn kết hợp các yếu tố khác vào. Một ví dụ là Symphonic Rain, visual novel này yêu cầu người chơi sử dụng nhạc cụ trong một số thời điểm, và khi hoàn thành được sẽ xem như là "một điểm tốt" để cốt truyện tiến triển. Thông thường các yếu tố kết hợp như vậy liên quan đến sự phát triển kịch bản trong game.
Một số tác phẩm ngắn lại không có bất kỳ "điểm quyết định" nào. Hầu hết loại visual novel này do người hâm mộ tự tạo ra. Việc người hâm mộ tự tạo visual novel là khá phổ biến; có một số game engine miễn phí và công cụ nhằm mục đích giúp họ xây dựng kết cấu cho game, phổ biến nhất là NScripter, KiriKiri và Ren'Py.
Nhiều visual novel mời các diễn viên lồng tiếng cung cấp giọng nói cho các nhân vật trong game. Thông thường nhân vật nam chính sẽ không được lồng tiếng, ngay cả khi tất cả các nhân vật còn lại đều có tiếng nói. Điều này nhằm giúp người chơi xác định nhân vật nam chính mà họ sẽ nhập vai và tránh phải ghi âm quá nhiều câu thoại, vì các nam chính vốn được người chơi nhập vai thường phải nói rất nhiều lần do tính chất phân nhánh của visual novel.

### Phân mạch truyện
Cốt truyện phân nhánh phi tuyến tính là xu hướng phổ biến trong các visual novel, trong đó sử dụng nhiều mạch truyện khác nhau để đạt được những kết thúc khác nhau, và mặc dù chúng có cách chơi theo kịch bản định sẵn, người chơi có thể tự do lựa chọn hướng đi (phi tuyến tính) trong quá trình chơi. Các "điểm quyết định" trong visual novel thường xuất hiện trước mắt người chơi với những lựa chọn thay đổi quá trình diễn ra các sự kiện trong game, dẫn đến những kết thúc khác nhau tương ứng có thể có. Ví dụ: một visual novel nổi tiếng phát hành gần đây là 999: Nine Hours, Nine Persons, Nine Doors đã đưa ra gần như mọi lựa chọn cho từng tiến triển hành động và đối thoại có thể dẫn đến những mạch truyện và kết thúc khác biệt. Mỗi mạch truyện chỉ lộ ra một số khía cạnh của cốt truyện chính và chỉ sau khi đã trải qua tất cả những mạch truyện khác nhau cũng như những kết thúc tương ứng thông qua hướng đi của từng mạch truyện, người chơi mới có thể nối kết tất cả các tình tiết để tạo thành một câu chuyện mạch lạc.
Sự phân nhánh cốt truyện của các visual novel có thể so sánh như những bước tiến hóa trong cuốn Choose Your Own Adventure. Tuy nhiên visual novel đã có sự cải thiện đáng kể qua các yếu tố kỹ thuật số hóa, như việc có thể tìm hiểu đầy đủ nhiều mặt và khía cạnh của cốt truyện chung. Một cải tiến khác là có những "điểm quyết định ẩn" có thể tự động xác định căn cứ vào những lựa chọn trước đó của người chơi. Ví dụ: trong Fate/stay night, cách ứng xử của nhân vật mà người chơi nhập vai với các NPC ("non-player character") trong suốt quá trình chơi sẽ ảnh hưởng đến cách họ phản ứng lại với nhân vật mà người chơi nhập vai trong những cảnh sau đó, như việc họ có chọn hay không việc sẽ giúp đỡ trong các tình huống sống-chết. Nếu chỉ theo dõi điều đó qua một cuốn gamebook thì rất khó có thể hình dung; ngoài ra có một số tính năng mới khác khá phổ biến trong visual novel, như lương lớn ngăn lưu các mốc trong quá trình chơi và khả năng lướt qua nhanh các văn bản đã đọc trước khi bước vào mạch truyện phân nhánh kế tiếp sau khi lưu. Quan trọng hơn, visual novel không phải đối mặt với hạn chế về chiều dài như một cuốn gamebook. Ví dụ, tổng số từ trong bản dịch tiếng Anh của Fate/stay night (thực hiện bởi người hâm mộ), bao gồm tất cả các mạch truyện phân nhánh, đã vượt quá cả ba phần Chúa tể của những chiếc nhẫn. Chiều dài được gia tăng đáng kể đã cho phép visual novel kể ra những câu chuyện dài và phức tạp như những gì chúng ta hình dung về một cuốn tiểu thuyết truyền thống trong khi vẫn duy trì cấu trúc phân nhánh mạch truyện, và điều đó cũng cho phép visual novel tạo nên những cốt truyện sâu sắc với suy nghĩ trưởng thành hơn và tình tiết logic hơn, là những điều mà nếu theo cách của một cuốn sách như Choose Your Own Adventure sẽ không thể nào làm được do giới hạn chiều dài. Những visual novel không có mạch truyện phân nhánh, như Higurashi no Naku Koro ni của 07th Expansion và Digital: A Love Story của Christine Love, thường là những trường hợp ngoại lệ hiếm hoi trong thể loại này.
Nhiều visual novel gần như chỉ tập trung xoay quanh việc tương tác với các nhân vật và lựa chọn đối thoại, như Ace Attorney và Tokimeki Memorial, có các cuộc đối thoại phân nhánh phức tạp và thường thì các nhân vật đó sẽ thể hiện các phản ứng có thể có tùy theo theo từng từ một của người chơi khi nhân vật mà người chơi nhập vai nói ra. Các tựa game như vậy có cốt truyện chính là gầy dựng các mối quan hệ, kể cả visual novel cũng như dating sim (giả lập hẹn hò) như Tokimeki Memorial và một số trò chơi RPG khác như Shin Megami Tensei: Persona, thường đưa ra những lựa chọn khác nhau liên quan đến "điểm trạng thái", mà sẽ ảnh hưởng đến các mối quan hệ của nhân vật mà ngươi chơi nhập vai cũng như các đối thoại trong tương lai với một NPC. Những trò chơi như vậy thường có thiết lập chu kỳ ngày đêm với một hệ thống thời gian biểu cung cấp bối cảnh và các vấn đề liên quan đến nhân vật tương tác, cho phép người chơi chọn khi nào sẽ tương tác với một nhân vật nhất định, từ đó ảnh hưởng đến phản ứng giữa họ trong quá trình đối thoại sau đó.
Ngay từ năm 1983, visual novel trinh thám Portopia Renzoku Satsujin Jiken đã sử dụng cốt truyện phi tuyến tính, trong đó bao gồm việc di chuyển qua lại giữa các vùng khác nhau trong một thế giới mở, theo một hệ thống đối thoại phân nhánh dùng để phát triển cốt truyện thông qua việc nhập vào các câu lệnh và nhận phản hồi từ các nhân vật khác, tạo ra lựa chọn để xác định các đối thoại và thứ tự của các sự kiện cũng như các hệ quả tương ứng, dù trong đó chỉ có một người là hung thủ và các nhân vật khác đóng vai trò đầu mối. Trò chơi này còn có tính năng gọi điện, bạn có thể quay số liên lạc với bất kỳ NPC khác trong game. Visual novel này được nhiều người ở Nhật Bản đón nhận vì lối kể hấp dẫn và kết thúc gây bất ngờ, cũng như cho phép thực hiện nhiều cách để phá án. Một ví dụ về visual novel phi tuyến tính thời kỳ đầu khác là Mirrors, phát hành bởi Soft Studio Wing dành cho hệ máy vi tính PC-8801 và FM Towns vào năm 1990; nó có nhiều mạch truyện phân nhánh, nhiều kết thúc, và một đĩa CD âm nhạc.
Một tính năng phổ biến trong các visual novel là có nhiều nhân vật nam chính khám phá qua những góc nhìn khác nhau về cốt truyện chung. Eve Burst Error của C's Ware đã giới thiệu tính năng độc đáo này trong hệ thống game bằng cách cho phép người chơi chuyển đổi nhập vai qua lại hai nhân vật nam chính bất kỳ lúc nào trong quá trình chơi, thay vì chỉ hoàn thành kịch bản của một nhân vật nam chính duy nhất như các trò chơi trước đó. EVE Burst Error thường đòi hỏi người chơi phải có hai nhân vật nam chính cùng nhập vai xen kẽ qua lại ở một số thời điểm trong game, với lựa chọn trong kịch bản của nhân vật nam chính này sẽ ảnh hưởng đến kịch bản của người còn lại. Fate/stay night là một ví dụ khác về visual novel có nhiều góc nhìn. Các sound novel của Chunsoft như Machi và 428: Fūsa Sareta Shibuya de đã tiếp tục phát triển hơn nữa hệ thống này, bằng cách cho phép người chơi thay đổi vai qua lại nhiều nhân vật để hiểu rõ hơn góc nhìn của mỗi nhân vật đó, khiến cho lựa chọn trong mạch truyện của nhân vật này cũng ảnh hưởng nhiều đến mạch truyện của các nhân vật khác. 428 đặc biệt có thể có tới 85 kết thúc khác nhau.
Các điển hình khác của cốt truyện phi tuyến tính là visual novel nổi tiếng của ELF, YU-NO: A girl who chants love at the bound of this world, với một cốt truyện khoa học viễn tưởng nói về việc du hành thời gian và thế giới song song. Người chơi du hành qua lại hai thế giới song song bằng cách dùng thiết bị Reflector, nó sử dụng một lượng hạn chế các viên đá đánh dấu một mốc nhất định trong quá trình du hành, do đó nếu người chơi quyết định bước trở lại, họ có thể đi đến một thế giới thay thế vào thời điểm sử dụng viên đá Reflector. Trò chơi ban đầu cũng sử dụng một hệ thống gọi là ADMS, hay Automatic Diverge Mapping System (Hệ thống Tự động phân Bản đồ), nó hiện ra một màn hình mà người chơi có thể kiểm tra bất kỳ lúc nào để xem hướng họ đang đi trong các mạch truyện phân nhánh. Một hệ thống tương tự đã được áp dụng sau đó vào năm 2010 trong các game nhập vai, Radiant Historia và phiên bản PSP của Tactics Ogre.

#### Kinetic novel
Các visual novels có cốt truyện không phân nhánh, tương tự như tiểu thuyết thông thường hoặc tiểu thuyết đồ họa ở dạng đa phương tiện. Higurashi When They Cry, Muv-Luv Alternative và Digital: A Love Story thường được biết tới là kinetic novel. Thuật ngữ này lần đầu được sử dụng bởi hãng visual novel Key cho tựa game planetarian ~Chiisana Hoshi no Yume~ của họ.

### Lai RPG
Thường có những trò chơi nhập vai (RPG) sử dụng cùng phong cách với visual novel. Một ví dụ nổi tiếng ở phương Tây là Lost Odyssey, một RPG gồm hàng loạt các chuỗi hồi tưởng "Giấc mộng Nghìn năm" theo phong cách visual novel. Các chuỗi này viết bởi nhà văn từng đoạt giải thưởng truyện ngắn Nhật Bản, Shigematsu Kiyoshi.
Một điển hình khác là dòng game Sakura Wars của Sega, kết hợp game nhập vai chiến thuật chiến đấu với các yếu tố của visual novel, giới thiệu hệ thống lựa chọn phân nhánh thời gian thực. Trong một sự kiện hay cuộc đối thoại, người chơi phải đưa ra lựa chọn sẽ làm gì hay nói gì trong một giới hạn thời gian, nếu bị lố giờ sẽ không thể làm được bất kỳ việc gì. Sự lựa chọn của người chơi, hoặc nếu không đưa ra kịp lựa chọn, sẽ ảnh hưởng đến các mối quan hệ của nhân vật mà người chơi nhập vai với các nhân vật khác, cũng như biểu hiện của các nhân vật khi chiến đấu, hướng đi của mạch truyện, và đoạn kết. Các trò chơi sau đó trong dòng game này đã thêm vào một số thứ biến thể, bao gồm một thanh đo tình trạng hoạt động có thể dài ra hoặc ngắn lại tùy theo tình hình, và một đồng hồ đo mà người chơi có thể thao tác bằng cách sử dụng thanh điều khiển cũng tùy theo tình hình. Sự thành công của Sakura Wars đã tạo ra làn sóng khai sinh nhiều trò chơi RPG chiến đấu kết hợp yếu tố visual novel khác, bao gồm Thousand Arms, Riviera: The Promised Land, và Luminous Arc. Một loại tương tự như hệ thống đối thoại thời gian thực đã xuất hiện cũng bởi Sega, trong game hành động RPG Alpha Protocol. Sentou Gakuen là một ví dụ khác, nó kết hợp cả yếu tố của MMORPG và visual novel.

## Phong cách

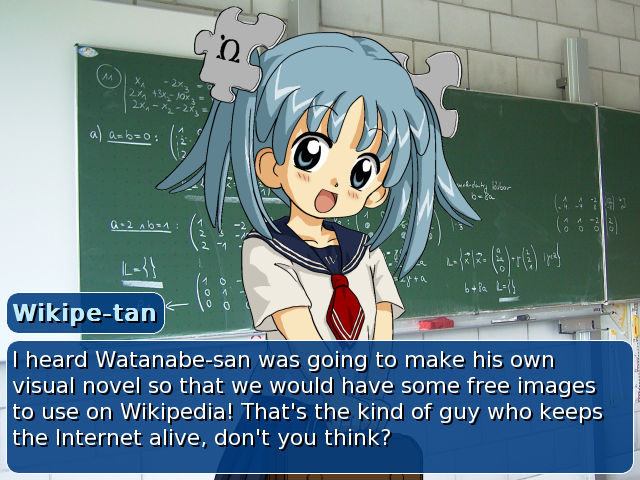
Đặc trưng của visual novel là các hộp thoại với sprite biểu thị cho người nói ở đây là Wikipe-tan. Đây là ví dụ tương tự như nhân vật mà người chơi sẽ tương tác hiển thị ra sao trong một visual novel thật sự, được tạo bằng game engine Ren'Py.

Visual novel (tiểu thuyết trực quan) đã phát triển nên một phong cách đọc có sự khác biệt với tiểu thuyết in trên giấy. Nhìn chung, các visual novel luôn được kể ở ngôi thứ nhất và đôi khi là ngôi thứ ba, và chỉ thể hiện theo góc nhìn của duy nhất một nhân vật. Một điều khá phổ biến khác là đơn vị phân đoạn của visual novel tính bằng ngày chứ không phải bằng chương/hồi, với công thức đơn giản là thức dậy vào buổi sáng và lên giường ngủ vào cuối ngày khi đã trải qua các sự kiện trong ngày hôm đó. Tất nhiên có nhiều ngoại lệ cho công thức khái quát này.
Trong một visual novel điển hình, hiển thị đồ họa bao gồm một tập hợp các khung nền chung (thông thường dùng làm nền của từng vị trí trong một trò chơi), với sprite (立ち絵 tachi-e) nhân vật để chồng lên trên; góc nhìn luôn luôn xuất phát từ một người và không bao giờ nhìn thấy nhân vật nam chính, tức nhân vật đang vào vai. Khi mạch truyện tiến vào một khoảnh khắc quan trọng, một hình đồ họa đặc biệt gọi là event CG sẽ hiện ra thay thế; đây là những hình ảnh chi tiết hơn, được vẽ cẩn thận chỉ dành riêng cho một cảnh chứ không phải vẽ lại từ những cảnh nền đã sử dụng trước đó, và thường được dùng dưới góc độ điện ảnh hơn, có thể bao gồm cả nhân vật nam chính. Những event CG có thể xem lại vào bất kỳ thời điểm nào khi người chơi đã "mở khóa" bằng cách tìm kiếm chúng trong quá trình chơi; điều này giúp tạo ra động lực để chơi lại tác phẩm và cố gắng đưa ra những quyết định điều hướng cốt truyện khác nhau, vì thông thường không thể xem được toàn bộ event CG nếu chỉ hoàn thành visual novel một lần duy nhất.
Người chơi đọc văn bản như đang xem một cuốn tiểu thuyết, được gói gọn trong một khung thoại nằm ở phần dưới màn hình game. Một số ít visual novel có lồng tiếng đầy đủ (bao gồm nhân vật nam chính) có tùy chọn ẩn hoặc hiện khung thoại này. Tuy nhiên trong nhánh ADV game, khung thoại thường che phủ toàn bộ màn hình, mặc dù nhiều NVL game ngày nay đôi khi cũng sử dụng cách thể hiện này ở một vài phân đoạn.
Đến đầu những năm 1990, phần lớn các visual novel đã sử dụng đồ họa điểm ảnh. Điều đó đặc biệt phổ biến trên hệ NEC PC-9801, trong đó thể hiện những gì được xem là đồ họa điểm ảnh xuất sắc nhất trong lịch sử trò chơi video, ví dụ nổi tiếng nhất là Policenauts vào năm 1994. Cũng có thêm một số visual novel sử dụng hình thật hay các đoạn video ngắn, chẳng hạn như dòng game Sound Novel của Chunsoft. Tác phẩm thành công nhất của dòng này có thể kể đến Machi, một trong những trò chơi nổi tiếng nhất Nhật Bản, được xếp hạng #5 trong một khảo sát vào năm 2006 dành cho độc giả Famitsu về tốp 100 game của mọi thời đại. Trò chơi trông hệt như một bộ phim truyền hình do diễn viên thật thủ vai, nhưng cũng cho phép người chơi khám phá theo góc nhìn của nhiều nhân vật và từ đó ảnh hưởng đến hệ quả sau này. Một ví dụ cũng rất thành công khác là 428: Fūsa Sareta Shibuya de, đã nhận được số điểm tuyệt đối 40/40 của tạp chí Famitsu.

## Nội dung và thể loại
Nhiều visual novel sử dụng yếu tố kịch tích về cảm xúc (drama), đặc biệt là đề tài tình yêu lãng mạn hoặc gia đình, nhưng các visual novel tập trung vào yếu tố khoa học viễn tưởng, hư cấu, và kinh dị cũng không phải không phổ biến.

### Nội dung người lớn
Các visual novel có thể đáp ứng đủ điều kiện để xếp vào nhóm eroge, viết tắt của 'erotic game' ('trò chơi khiêu dâm'). Những trò chơi này cho phép người chơi xem được các hình ảnh khiêu dâm bằng cách hoàn thành một mạch truyện nhất định trong game, thường là cảnh nhân vật chính đang quan hệ tình dục với một trong những nhân vật khác. Cũng như các loại hình văn hóa phẩm khiêu dâm khác ở Nhật Bản, những cảnh này bị kiểm duyệt (che hoặc làm mờ bộ phận sinh dục) trong nguyên bản tiếng Nhật và chỉ gỡ bỏ kiểm duyệt khi trò chơi được cấp phép phát hành bên ngoài Nhật Bản (dù số lượng rất ít ỏi). Một số tựa eroge khi tái bản đã giảm thiểu nội dung khiêu dâm để có thể bán được cho khách hàng ít tuổi hơn, chẳng hạn như các game chuyển sang hệ console hay hệ máy cầm tay vốn ít khi cho phép các yếu tố tình dục (theo tiêu chuẩn CERO). Ngoài ra phần kịch bản đề cập đến các cảnh quan hệ tình dục nói trên thường được lược bỏ khi đã chuyển thể sang một loại hình truyền thông khác, ngoại trừ trường hợp văn hóa phẩm chuyển thể sang cũng nhằm mục đích khiêu dâm, như các anime và manga hentai.
Theo truyền thống, gần như toàn bộ visual novel trên PC đều có cảnh nóng ngay cả khi chúng hoàn toàn không tập trung vào việc truyền bá nội dung khiêu dâm (có thể xem đó như là "cảnh sex không thể không có" trong các pha phim hành động Hollywood). Tuy nhiên đại đa số các game đã có bản chuyển trên hệ máy cầm tay không có các yếu tố người lớn và một số tác phẩm từ đầu những năm 2000 trở lại đây đã nhắm vào thị trường người chơi ở mọi lứa tuổi; ví dụ: nhiều tựa game của Key có chủ đề về tình bạn-tình gia đình và phân nửa số trò chơi của họ không có yếu tố chỉ dành cho người lớn. Tương tự gần như toàn bộ các tác phẩm của KID đều chỉ nói về tình bạn-tình gia đình.
Tuy nhiên hầu hết các tựa game này sau đó đã tái phát hành với việc bổ sung các cảnh 18+, hoặc có phần tiếp theo như thế. Ví dụ: Little Busters! khi phát hành lần đầu tiên là một visual novel mọi lứa tuổi nhưng bản chứa các cảnh 18+ của nó là Little Busters! Ecstasy đã phát hành sau đó, mặc dù CLANNAD cũng dành cho mọi lứa tuổi, ngoại truyện của nó là Tomoyo After ~It's a Wonderful Life~ lại không như vậy dù cả hai trò chơi này không hề tập trung truyền tải các cảnh khiêu dâm. Một ngoại lệ đáng chú ý không theo quy tắc này là Myself; Yourself, nó không bao giờ có bản 18+ mặc dù nội dung của tác phẩm có những yếu tố khá nóng không thích hợp cho khách hàng trẻ tuổi hơn. Một ví dụ khác tương tự là Higurashi no Naku Koro ni.
Thông thường, mở đầu của eroge sẽ được dành riêng để giới thiệu về các nhân vật và phát triển những mối quan hệ giữa nhân vật chính, trước khi nhân vật chính thực sự làm tình với họ. Ví dụ: các tác phẩm của Lump of Sugar như Tayutama -Kiss on My Deity-, Hello, Good-bye, Gaku ☆ Ou -The Royal Seven Stars- và Sekai to Sekai no Mannaka de có thiết lập như vậy. Nó tác động đến cảm xúc của người chơi và có thể có ảnh hưởng lớn đến hai (hoặc nhiều) nhân vật. Các yếu tố nghệ thuật như moe (sức hút từ sự dễ thương) cũng ảnh hưởng nhiều đến cảm nhận của người chơi trước và sau quá trình quan hệ tình dục; những game chỉ đặc biệt chú ý đến yếu tố này mà không tập trung nhiều vào chất lượng nội dung được xếp vào tiểu thể loại moege (萌えゲー), mặc dù đại đa số visual novel cả dành cho mọi lứa tuổi lẫn có yếu tố tình dục đều áp dụng thiết kế moe để thu hút otaku.
Một số ADV game đầu tiên của Nhật Bản thực sự là bishōjo game eroge phát triển bởi Koei. Năm 1982, họ phát hành Night Life, trò chơi khiêu dâm thương mại đầu tiên trên máy tính. Nó là một trò chơi đồ họa, với các hình ảnh kích dục rõ rệt. Cùng năm đó, họ phát hành một tựa game khiêu dâm khác, Danchi Tsuma no Yuwaku, ADV game đầu tiên với màu sắc đầy đủ, sử dụng bảng 8 màu của hệ máy NEC PC-8001. Nó đã trở thành một hit lớn giúp Koei trở thành một công ty phần mềm có tiếng tăm. Những công ty nổi tiếng khác ngày nay bao gồm Enix, Square và Nihon Falcom cũng từng sản xuất những trò chơi khiêu dâm tương tự vào đầu những năm 1980, đó là trước khi họ trở nên nổi tiếng với các game RPG.
Trong khi một số trò chơi khiêu dâm đầu tiên được thực hiện với ý định tích hợp nội dung 18+ vào một cốt truyện sâu sắc và trưởng thành, cũng có những game khác gần đây thường đi ngược lại và tập trung vào yếu tố kích dục. Trò chơi Pai Touch! của May-Be Soft tập trung vào việc nhân vật nam chính làm thay đổi vòng 1 của các cô gái ra sao và những yếu tố kể sau đó chỉ là anh ta lựa chọn cô gái nào mạnh hơn. Đó là ví dụ cho tiểu thể loại nukige (抜きゲー) trong đó việc thỏa mãn nhu cầu tình dục cho người chơi là mục đích chính của game.

### Khoa học viễn tưởng
Năm 1986, Square đã phát hành ADV game khoa học viễn tưởng Suishō no Dragon cho hệ cầm tay NES. Nội dung trò chơi giới thiệu nhiều phát minh, bao gồm việc sử dụng hình động chứ không phải chỉ là đồ họa tĩnh, và có giao diện tương tự như giao diện kéo và nhấp chuột dành cho console, giống Portopia Renzoku Satsujin Jiken, nhưng nó sử dụng nhiều biểu tượng trực quan hơn là chỉ dựa vào văn bản để tượng trưng cho các thao tác khác nhau. Cũng giống phiên bản NES của Portopia Renzoku Satsujin Jiken, trong đó người chơi dùng con trỏ chuột và kéo xung quanh màn hình bằng cách dùng D-pad để quan sát hiện trường, mặc dù vậy con trỏ chuột trong Suishō no Dragon được sử dụng để nhấp vào các biểu tượng thao tác.
Kojima Hideo đã lấy cảm hứng từ Portopia Renzoku Satsujin Jiken để khởi nghiệp trong ngành trò chơi video, và sau đó sản xuất ADV game của riêng anh ta. Sau khi hoàn tất trò chơi tàng hình Metal Gear nổi tiếng, trò chơi đồ họa đầu tiên của anh được Konami phát hành năm sau đó: Snatcher, game đồ họa dạng tiểu thuyết trinh thám cyberpunk này đã được đánh giá cao và nó đã giúp thu hẹp ranh giới giữa trò chơi video có lối kể chuyện, các cảnh phim thật thụ, và nội dung phức tạp. Nó thiết lập theo bối cảnh khoa học viễn tưởng hậu tận thế với một nam chính bị chứng đãng trí, và một số phân cảnh đấu súng. Tác phẩm này được yêu thích còn nhờ mặt đồ họa, soundtrack, lối viết văn hoàn hảo tương đương một tiểu thuyết, khoản tiếng động và âm thanh được so sánh như một bộ phim hay radio drama, và cơ sở dữ liệu máy tính trong trò chơi có các tùy chọn tài liệu chi tiết về thế giới game. Phiên bản Sega CD của Snatcher trong một thời gian dài được xem như visual novel nổi tiếng duy nhất phát hành tại Bắc Mỹ, mặc dù có doanh số bán không cao ở đây nhưng tác phẩm vẫn được rất nhiều người say mê.
Tiếp sau Metal Gear 2: Solid Snake, Kojima tiếp tục sản xuất một trò chơi đồ họa nữa là Policenauts, một ADV game kéo và nhấp chuột nổi tiếng vì là ví dụ sớm nhất về trò chơi video mở rộng hơn khoản ghi âm lồng tiếng. Nó có thiết lập như một tiểu thuyết khoa học viễn tưởng chuyên về kỹ thuật, với đề tài thám hiểm không gian, cốt truyện lấy cảm hứng từ truyện cổ Nhật Bản Urashima Taro, và đôi khi có các đoạn video hoàn chỉnh trong một số cảnh. Phần lớn cách chơi tương tự như Snatcher, nhưng nó bổ sung thêm giao diện game kéo và nhấp chuột và một vài phân đoạn bắn súng góc nhìn thứ nhất. Policenauts cũng có những màn hình giới thiệu, với các thao tác làm mới bộ nhớ cốt truyện khi người chơi tải lại các đoạn đã lưu trong quá trình chơi, một yếu tố mà Kojima đã sử dụng trong Metal Gear Solid về sau. Phiên bản PlayStation của Policenauts có thể đọc qua thẻ nhớ, và thêm vào các quả trứng phục sinh trong khung thoại nếu bạn lưu game game, như với game giả lập hẹn hò Tokimeki Memorial lúc bấy giờ, một kỹ thuật mà Kojima cũng đã sử dụng trong Metal Gear Solid sau đó. Từ năm 1997 đến 1999, Kojima đã phát triển ba tựa game Tokimeki Memorial Drama Series, đó là bản chuyển thể của Tokimeki Memorial dưới dạng visual novel ADV game. Các điển hình khác của visual novel khoa học viễn tưởng có thể kể đến Yu-No của ELF và các trò chơi Chaos;Head và Steins;Gate của 5pb..

### Nakige
Một tiểu thể loại phổ biến của visual novel là nakige (泣きゲー "game khóc"), hay utsuge (鬱ゲー "game sầu thảm"). Mục đính chính của dạng trò chơi như vậy là giúp người chơi có mối đồng cảm sâu sắc với các nhân vật và bật khóc vì các tình huống bi kịch, để lại một ấn tượng và tác động lớn đến tâm lý người chơi sau khi họ hoàn thành tác phẩm. Các tác phẩm này thường áp dụng chung một công thức: mở đầu là những khoảnh khắc lãng mạn nồng ấm xen lẫn hài hước, kế đến là nỗi đau của sự chia cắt và mất mát, cuối cùng (không phải luôn luôn) là sự tái hợp của những khung bậc cảm xúc đầy hạnh phúc. Công thức này ban đầu chịu ảnh hưởng chủ yếu từ visual novel To Heart của Leaf, phát hành vào năm 1997, và được phát triển thêm vào năm 1998 với tác phẩm ONE ~Kagayaku Kisetsu e~, phát triển bởi Tactics. Sau khi ONE hoàn tất, phần lớn nhóm phát triển đã bỏ Tactics để thành lập Key, đó là nơi họ cho ra đời tựa game đầu tay Kanon, đã qua hoàn thiện hóa công thức nakige. Theo bài nghiên cứu của Todome Satoshi, A History of Adult Games, Kanon đã "gây chú ý rất mạnh mẽ [và] có game thủ đã không thể chờ đợi nổi cho đến khi nó phát hành. Cho đến tận nay, tác phẩm đó vẫn là một trò chơi điện tử của Key [được biết đến] như cơn sóng chấn động toàn ngành công nghiệp. Và một tác phẩm khác [AIR] vào hai năm sau thậm chí còn gây chấn động hơn cả. AIR cũng có một chiến thuật quảng cáo thành công và được đón nhận vô cùng nhiệt liệt." Theo nghiên cứu của Rudyard Contretas Pesimo, Kanon là một bước ngoặt lớn của bishōjo game, trái với các tựa game trước luôn chú trọng đến những cảnh quan hệ tình dục, trò chơi này đã giúp người chơi tập trung nhiều hơn vào việc tận hưởng âm nhạc và kịch bản, đồng thời "có được những trải nghiệm mới về một tình cảm trong sáng và sự đau khổ đến nghẹn ngào".
Sự thành công của ONE và Kanon theo cái cách mà Key tạo ra cho "game khóc" sau đó đã được áp dụng bởi các công ty visual novel khác chịu ảnh hưởng từ công thức này để tạo ra "game khóc" cho riêng họ. Điển hình gồm: Kana ~Little Sister~ của Digital Object, dòng Memories Off của KID, D.C.: Da Capo của Circus, Wind: A Breath of Heart của minori, Snow của Studio Mebius (thuộc Visual Art's), và Katawa Shoujo của 4Leaf Studios.
Và một trong những visual novel kinh điển nhất của tiểu thể loại này là CLANNAD cũng của Key, viết bởi Maeda Jun, Suzumoto Yūichi, Kai và Okano Tōya. Phát hành vào năm 2004, cốt truyện của nó lấy đề tài về những giá trị cao quý của một gia đình. Nó đã được bình chọn là bishōjo game xuất sắc nhất mọi thời đại trong một khảo sát thực hiện bởi Dengeki G's Magazine. Nó là cơ sở cho hàng loạt các tác phẩm nhượng quyền thương mại, với việc chuyển thể thành công sang light novel, manga, phim điện ảnh anime, và hai mùa anime truyền hình nổi tiếng.
Năm 2008, các tác phẩm của Key là những visual novel duy nhất được xếp trong tốp 10 trò chơi lấy đi nhiều nước mắt nhất của mọi thời đại trong khảo sát của Dengeki, bao gồm CLANNAD hạng #2, Kanon hạng #4, AIR hạng #7, và Little Busters! hạng #10. Năm 2011, nhiều visual novel đã được bình chọn một lần nữa trong bảng xếp hạng của Famitsu về tốp 20 trò chơi cảm động đến rơi nước mắt của mọi thời đại, với CLANNAD hạng #4, Steins;Gate hạng #6, AIR hạng #7, Little Busters! hạng #10, và 428: Fūsa Sareta Shibuya de hạng #14.

### Kinh dị
Higurashi no Naku Koro ni là một đại diện kinh điển cho visual novel kinh dị phát hành bởi 07th Expansion vào năm 2002, chịu ảnh hưởng bởi tiểu thể loại "game khóc". Năm 2004, Ryukishi07 của nhóm 07th Expansion đã viết về việc ông chịu ảnh hưởng từ Key như thế nào để áp dụng trong quá trình xây dựng cốt truyện của Higurashi no Naku Koro ni. Ông đã chơi các trò chơi của họ, cũng như của nhiều hãng visual novel khác, nhằm mục đích tham khảo và phân tích chúng để tìm ra lý do tại sao chúng trở nên nổi tiếng. Ông đã phát hiện ra bí mật đó là cái cách mà kịch bản được tạo dựng để hình thành nên một cốt truyện với phần mở đầu rất bình thường, mỗi ngày lại khám phá ra những chuyện thú vị và mới mẻ, nhưng sau đó bi kịch sẽ bất ngờ xuất hiện khiến người chơi bị sốc và bật khóc. Ông đã dùng mô hình tương tự cho ý tưởng cơ bản của Higurashi nhưng thay vì khiến người chơi khóc, Ryukishi07 muốn tạo cảm giác sợ hãi cho họ bằng cách thêm vào các yếu tố kinh dị. Các điển hình khác về những visual novel kinh dị bao gồm Animamundi: Dark Alchemist, Umineko no Naku Koro ni, Higanbana no Saku Yoru ni, Ookami Kakushi, Doki Doki Literature Club!  và Imabikisou.

## Liên quan
Sound Novel là một thương hiệu của Chunsoft, được dùng cho các visual novel của họ như Otogirisō, Kamaitachi no Yoru, Machi và 428: Fūsa Sareta Shibuya de. Sound Novel cũng khởi nguồn thể loại trò chơi "tiểu thuyết". Cả visual novel và Sound Novel có cùng một phong cách và lối chơi. Tuy nhiên thuật ngữ "Visual Novel" được dùng bởi các nhà phát triển ngoài Chunsoft một phần để tránh bị trùng thương hiệu với Chunsoft và một phần để nhấn mạnh rằng họ tập trung vào hình ảnh hơn là âm thanh. Khi các tác phẩm sau đó trong dòng Sound Novel của Chunsoft được tăng cường thêm yếu tố trực quan với đồ họa 3DCG và cuộc sống thật, sự phân biệt này gần như bị xóa bỏ.
Mặc dù thuật ngữ này có thể mang hàm ý, không hẳn tất cả sound novel đều được lồng tiếng; từ "sound" chỉ đơn thuần là nhạc nền và các hiệu ứng tiếng động và âm thanh. Ví dụ như bản gốc của dòng Higurashi no Naku Koro ni trên PC, được ghi nhận là một "sound novel". Một biến thể khác của sound novel là trò chơi âm thanh, điển hình như Real Sound: Kaze no Regret của Superwarp, toàn bộ nội dung thể hiện bằng âm thanh chứ không có hình ảnh.
Visual Art's, một hãng rất lớn phát hành các tác phẩm của Key (cùng nhiều thương hiệu phát triển khác), gần đây đã tạo ra một dòng game gọi là Kinetic Novel, được nhiều người chú ý vì phân phối miễn phí qua internet để thử nghiệm. Hầu hết các tác phẩm trong thể loại này có cốt truyện và lối chơi tuyến tính hoàn toàn, không có bất kỳ sự lựa chọn nào; kết quả là một số người hâm mộ đã bắt đầu sử dụng thuật ngữ này cho tất cả các visual novel khác cũng không đưa ra lựa chọn. Điển hình của kinetic novel là planetarian ~Chiisana Hoshi no Yume~ của Key và Narcissu.

## Thị trường nước ngoài và xung đột

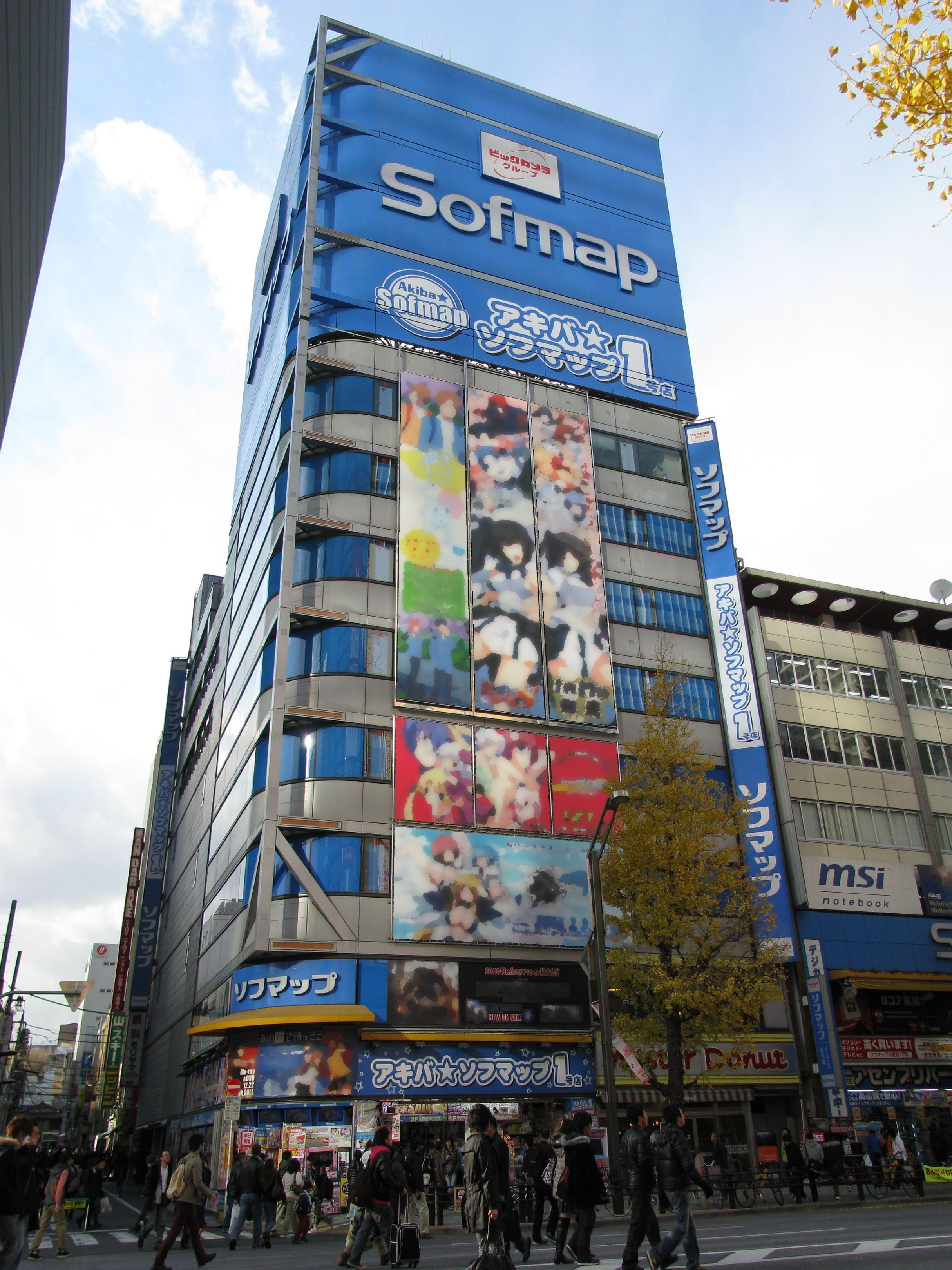
Trụ sở Sofmap ở Akihabara, một trong những hệ thống đại lý phân phối visual novel lớn nhất Nhật Bản.

Trong những năm gần đây, visual novel Nhật Bản đã được phát hành sang các quốc gia khác thường xuyên hơn (trước đó Snatcher của Kojima Hideo là một trong số rất hiếm các visual novel được bán ở phương Tây), đặc biệt là trên hệ máy cầm tay Nintendo DS sau sự thành công của các tựa game thuộc dùng Ace Attorney của Capcom (bắt đầu trên Game Boy vào năm 2001), dòng Hotel Dusk của Cing (từ năm 2006), và dòng Professor Layton của Level-5 (từ năm 2007). Sự thành công của các trò chơi này đã giúp hồi sinh ADV game bên ngoài Nhật Bản. GameSpot ghi nhận rằng Phoenix Wright: Ace Attorney đã đặc biệt mang lại sức sống mới cho thể loại ADV. Sau sự thành công của dòng Ace Attorney ít lâu, dòng Professor Layton của Level-5 vào năm 2007 thậm chí còn gây chú ý mạnh hơn ở nước ngoài. Cả hai tác phẩm này đã trở thành những AVD game bán chạy nhất, với Ace Attorney bán được hơn 3,9 triệu bản trên toàn cầu và Professor Layton bán được hơn 9,5 triệu bản trên toàn cầu.
Tuy nhiên đến tận năm 2007, toàn bộ visual novel chủ yếu được sản xuất tại Nhật Bản. Chỉ có một số ít trường hợp được cấp phép tại Hoa Kỳ và các nước khác; đa số chúng là eroge, với dòng AnimePlay (đã ngưng thực hiện) của Hirameki là ngoại lệ đáng chú ý. Ngoài các bản dịch chính thức được thương mại hóa, có một môi trường dịch thuật sôi động do người hâm mộ nước ngoài tự thực hiện, họ đã dịch các visual novel miễn phí của chính quốc (như Narcissu và True Remembrance), cũng như nhiều tác phẩm thương mại tại Nhật Bản (như Umineko no Naku Koro ni và Policenauts) sang tiếng Anh. Cũng tồn tại các bản dịch không chính thức sang các ngôn ngữ khác như tiếng Pháp, Nga, Trung, Việt, v.v... Sự thành công vang dội của các tác phẩm chính thức hay không chính thức đều giúp visual novel ngày càng được bản địa hóa và phát hành chính thức nhiều hơn ở nước ngoài, ví dụ như Ever 17: The Out of Infinity của KID, dòng Another Code của Cing, Lux-Pain của Marvelous Entertainment, 999: Nine Hours, Nine Persons, Nine Doors của Chunsoft và Ghost Trick: Phantom Detective của Capcom.
Những tháng đầu năm 2009, một tựa game khiêu dâm của Illusion Soft có tên RapeLay đã được bán công khai trên website mua bán trực tuyến Amazon.com (món hàng đã bị gỡ bỏ ngay sau đó) và tạo nên làn sóng phẫn nộ của giới chức phương Tây do các hành vi cưỡng hiếp rõ rệt trong game. Tổ chức nhân quyền Equality Now đã gửi đơn kiện trực tiếp cho Illusion Soft và Thủ tướng Nhật Bản lúc bấy giờ là Asō Tarō với cáo buộc đất nước này đã vi phạm Công ước loại bỏ mọi hình thức phân biệt đối xử với phụ nữ ban hành năm 1981. Nakaoka Makoto, phát ngôn viên của Illusion Soft đã nhấn mạnh rằng trò chơi này của họ chỉ cho phép bán tại thị trường Nhật Bản, và họ không chịu trách nhiệm khi nó được mang trái phép ra khỏi nước. Mặc dù RapeLay không phải là visual novel, nó đã tạo nên sự lo ngại đối với tất cả các tác phẩm dành cho người trên 18 tuổi xuất phát từ Nhật Bản, đồng thời làm dấy lên những chỉ trích về vấn đề tỉ lệ tội phạm tình dục tăng do sử dụng những loại hình văn hóa phẩm đồi trụy như trên, bao gồm cả anime và manga có nội dung nhạy cảm. Đáp lại sự phản đối từ phương Tây, một chính trị gia Nhật Bản thuộc đảng Komeitō đã đưa ra những số liệu thống kê cho thấy đất nước này có tỉ lệ tội phạm tình dục thuộc vào hàng thấp nhất trong những nước phát triển, và phủ nhận sức tác động của thị trường game người lớn. Sau đó, tuy vụ kiện này không được giới chức Nhật Bản quan tâm, đại diện của hơn 100 công ty thuộc ngành công nghiệp bishōjo game mà đứng đầu là Tổ chức Đạo đức Phần mềm máy tính (EOCS) đã tổ chức một cuộc họp khẩn cấp vào tháng 6 năm 2009 và tự ban hành quyết định cấm sản xuất, mua bán những trò chơi chỉ chú trọng vào việc cưỡng hiếp hay các hành vi bạo hành xã hội tương tự, kể cả với visual novel.
Sau sự kiện trên, một số công ty visual novel Nhật Bản bất mãn với thái độ và sự chỉ trích từ thế giới phương Tây đối với các sản phẩm của chung ngành công nghiệp, trong khi chúng không được phép bán ra nước ngoài. Các công ty này đã chặn truy cập IP từ nước ngoài vào những website chính thức của họ và thể hiện thái độ thù địch đối với những cá nhân, tổ chức bên ngoài Nhật Bản đang dịch trái phép các tác phẩm, tiêu biểu nhất là minori qua việc sử dụng nhiều cách cấm một nhóm dịch tác phẩm ef - a fairy tale of the two. của họ. MangaGamer sau đó đã đứng ra hòa giải mâu thuẫn giữa minori và nhóm dịch trên, đồng thời được phép phát hành chính thức Ef tại Bắc Mỹ. Sự thành lập MangaGamer và JAST đã giúp các visual novel xuất hiện chính thức tại thị trường phương Tây thường xuyên hơn. Nhiều phần của Higurashi no Naku Koro ni đã được thực hiện bởi MangaGamer và được chuyển sang chơi trên các sản phẩm màn hình cảm ứng của Apple. Bản dịch này (cũng như bản dịch Umineko no Naku Koro ni) được tác giả Ryukishi07 cho phép chính thức ngay từ đầu.
Tại Việt Nam, vào đầu tháng 9 năm 2012, một loạt các bài báo từ website của Hiệp hội các trường Đại học, Cao đẳng ngoài công lập, do khác biệt văn hóa giữa hai quốc gia, đã phê phán mạnh mẽ sex game và visual novel được chia sẻ qua internet ở Việt Nam. Những bài đầu tiên của loạt bài chỉ phản ánh những hậu quả xấu do sex game gây ra, tuy nhiên nhiều bài viết sau đó đã tập trung vào visual novel khi cho rằng tác hại của visual novel là vô cùng lớn và xếp "tuyệt đại đa số" các tác phẩm này là "sex game" với nội dung hãm hiếp, bạo hành và loạn luân; các bài báo cũng dùng từ ngữ xúc phạm người chơi visual novel. Điều này đã tạo nên làn sóng phản đối mãnh liệt trong cộng đồng người hâm mộ visual novel ở Việt Nam qua các diễn đàn và website lớn.